# Poskusa obnovitve ogrske monarhije Karla IV.
Po tem, ko je bil Miklós Horthy 1. marca 1920 izbran za regenta Madžarske, je Karel IV. izvedel dva neuspešna poskusa zasedbe prestola, znana tudi kot Prvi in drugi kraljevi puč (madžarsko első és második királypuccs).

## Ozadje
13. novembra 1918 je Karel IV. podal izjavo, da se odpoveduje sodelovanju v državnih zadevah Ogrske, poleg tega je uradnike v ogrski polovici države razrešil obveze prisege zvestobe. Dva dni pred tem je v razglasu izjavil, da se odpoveduje sodelovanju v avstrijski politiki. Čeprav sta omenjeni izjavi večkrat opisani kot abdikacija, se je Karel namenoma izogibal uporabi tega izraza v primeru, da bi ga ljudstvo odpoklicalo.
Karlov poslednji ogrski ministrski predsednik Mihály Károlyi je izrabil okoliščine ter razglasil Madžarsko demokratično republiko ter sebe za njenega začasnega predsednika. Zaradi nadaljnje zavezniške okupacije je bil Károlyijev položaj nevzdržen in marca 1919 ga je socialdemokratsko-komunistična koalicija izrinila s položaja ter razglasila Madžarsko sovjetsko republiko.
Pod komunističnim voditeljem Bélo Kunom je Madžarska postala druga komunistična država na svetu. Navkljub vsem so Kunovo vlado že avgusta odstavile Romunske oborožene sile.  Nazadnje je bratranec Karla IV. nadvojvoda Jožef Avgust, zavladal kot Karlov regent, kmalu zatem pa je pod prisilo odstopil, saj ga zavezniki niso želeli priznati.
Kmalu je postalo jasno, da Zavezniki pod nobenim pogojem ne bodo sprejeli Habsburžana kot vodje Madžarske. Na koncu je bil marca 1920 Miklós Horthy, zadnji poveljnik avstro-ogrske mornarice, razglašen za regenta Madžarske.

## Velikonočna kriza
Prvi poskus puča nekdanjega kralja se je začel 26. marca 1921. Ker je bila na ta dan velika sobota, skupščina ni bila aktivna, diplomatski zbor je bil na deželi, regent Horthy pa je načrtoval miren družinski oddih v kraljevi palači. Karel je ta molk izkoristil, podprt z namigi svojega ožjega švicarskega spremstva in z zaupanjem v obljube nekaterih evropskih rojalističnih krogov. Kljub opozorilom številnih njegovih privržencev in samega Horthyja, da ni pravi čas za vrnitev na prestol, je bil optimističen, saj je verjel, da bo že samo novica o njegovi vrnitvi in Horthyjeva pripravljenost predati oblast oživila ljubezen Madžarov do njihovega kralja. Njegova skrita pogajanja s predsednikom francoske vlade Aristide Briand so povzročila, da je v primeru uspeha pričakoval francosko pomoč in nobenega vojaškega posredovanja s strani sosedov Madžarske.
Tedaj sta v madžarskem parlamentu prevladovali dve desni monarhistični stranki, Stranka krščanske narodne unije in mali posestniki. Stranki sta se razlikovali po tem, da so bili člani krščanske narodne unije legitimisti, ki so Karla IV. videli kot pravnomočnega ogrskega kralja in jim je obnovitev njegove oblasti ustrezala. Večina malih posestnikov je bilo svobodnih volilcev in so zagovarjali stališče, da imajo Madžari svobodno izbiro izbrati za svojega kralja kogar koli želijo.
Obrit in opremljen s ponarejenim španskim potnim listom je Karel zapustil svojo švicarsko vilo in 26. marca neopaženo prišel v Sombotel. Tam se je najprej najavil v palači grofa Jánosa Mikesa, uglednega legitimista; novica se je med lokalnimi legitimisti hitro razširila in v zgodnjih urah 27. marca je Karel že imel majhen skrit svet, ki je vključeval tudi Józsefa Vassa, Horthyjevega ministra za izobrazbo ter polkovnika Antala Lehára. Slednji je sebe in svoje vojake dal Karlu na razpolago vendar ga je opozoril na vojaška tveganja. Karel se je strinjal, da pokliče predsednika vlade grofa Pála Telekija, ki je bil nastanjen v bližini, za pogajanja. Teleki, ki se je prebudil iz spanja ob 2:00 zjutraj, je pred Karlom zamrmral "prezgodaj, prezgodaj" in ga pozval, naj se vrne, češ da bo sicer izbruhnila državljanska vojna in se bo vmešala Mala antanta. Sčasoma so se dogovorili, da se mora Karel srečati s Horthyjem; Teleki je odšel z avtom proti Budimpešti ob 6.30 zjutraj, Karel pa mu je sledil uro kasneje. Telekijev avto je prispel veliko pozneje, saj je zavil narobe; nekateri sumijo, da je bil "napačen zavoj" izgovor Telekija, da ostane nevpleten, saj je cesta med Sombotelom in Budimpešto ravna.
karel je prispel v palačo povsem nenapovedano zgodaj popoldne 27., ravno ko je Horthy sedel za velikonočno večerjo s svojo ženo. Horthyjev pribočnik ga je skušal prepričati, da zapusti mizo, vendar je Horthyjeva žena Magdolna vztrajala, da naj njen mož vsaj v miru poje juho. Zatem se je Horthy umaknil in ker ni imel časa telefonirati svojim svetovalcem, se je sam spopadel s situacijo. V nekaj minutah je karla objel in ga vodil v regentovo (prej kraljevo) pisarno. Sledila je čustvena dvourna razprava, ki jo je Horthy pozneje opisal kot "najtežje trenutke v mojem življenju" in "povsem odvratno" izkušnjo. Karel se je Horthyju zahvalil za njegovo službo kot regent, vendar je dejal, da je prišel čas, da "moč preda meni"; Horthy je odgovoril: "To je katastrofa. V imenu Boga mora vaše veličanstvo takoj oditi in se vrniti v Švico, preden bo prepozno in sile izvejo za vašo prisotnost v Budimpešti." Karel je dejal, da je "požgal svoje mostove" in govoreč v nemščini preživel preostanek srečanja s številnimi argumenti, da bi zlomil vznemirjeni Horthyjev odpor. Horthyja je spomnil na solzno prisego zvestobe, ki jo je dal v Schönbrunnski palači novembra 1918 ter, prisege poslušnosti Habsburškemu monarhu katere ni bil nikoli razrešen. Horthy ga je spomnil, da je nedavno prisegel madžarskemu narodu. Karel je šokiran nad Horthyjevo neposlušnostjo na koncu izjavil: "Ostajam pri svojem stališču. Dal ti bom pet minut, da premisliš." Med tem premorom se je Horthy zbral (Karel je bil videti izčrpan), ponovil svoj strah pred državljansko vojno in bil skeptičen glede Karlove trditve, da ima Briandova zagotovila o podpori. Horthy je bil imenovan za kneza Otranta in Szegeda ter je prejel veliki križ reda Marije Terezije, vendar ni uporabljal nobenega od nazivov.
Doseženo je bilo začasno tritedensko premirje, ki sta si ga oba različno razlagala. Horthy je pričakoval, da bo Karel zapustil Madžarsko in vkorakal na Dunaj ali pa se umaknil v Švico. Karel je domneval, da si bo Horthy, ne glede na to, ali bo vkorakal v Avstrijo ali ne, prizadeval olajšati njegovo obnovo v treh tednih. Ko je odšel skozi zadnja vrata in se je prehladil (ni dobil plašča), so Karla odpeljali v Sombotel, medtem ko je Horthy preživel večer v premišljevanju srečanja na vedno bolj dramatičen način. V naslednjih dneh sta oba moža obdržala svoja stališča, vendar je Karlov položaj začel slabeti. 28. marca so češkoslovaški in jugoslovanski odposlanci razglasili, da bi bila obnovitev kaplja čez rob; 1. aprila je skupščina (pri čemer so se legitimisti vzdržali) soglasno sprejela resolucijo, v kateri je pohvalila Horthyjevo ravnanje in potrdila status quo, pozivi h Karlovi aretaciji pa so se povečali (Horthy je temu odločno nasprotoval); do 3. aprila je Briand javno zanikal kakršen koli dogovor. Z vojsko, ki je bila še vedno zvesta Horthyju, se je Karel 5. aprila nerad odpeljal z vlakom in naslednji dan prispel do palače Hertenstein. Njegova razglasitev, da je pravnomočni vladar Madžarske, se je pojavila v madžarskih časopisih 7. aprila. Švicarska vlada je strožje omejila njegovo politično delovanje.
Karel je Madžarsko zapustil z globoko odpornostjo do Horthyja in je vztrajal v prepričanju, da velike sile ne bodo nasprotovale obnovi in da si, ne glede na glasovanje v parlamentu, madžarsko ljudstvo resnično želi njegove vrnitve. Dejansko na Madžarskem med velikonočno krizo ni prišlo do nobenih demonstracij podpore, razen v majhnem obsegu v tradicionalno rojalističnih zahodnih deželah, in medtem ko so ga v Sombotelu obravnavali spoštljivo, so častniki omahovali v podpori in ljudje so ga na splošno obravnavali brezbrižno. Pretreseni in močno oškodovani Teleki je odstopil 6. aprila in Horthy je na njegovo mesto osem dni pozneje imenoval grofa Istvána Bethlena.

## Premor
Junija so legitimisti, ki so čutili, da vlada ne ukrepa za Karlovo vrnitev, sprožili veliko ofenzivo proti Horthyju in Bethlenu. Čeprav je bil Bethlen po srcu legitimist, je bil dovolj realističen, da se je zavedal, da takrat ni bilo možnosti za obnovitev monarhije. Njihov namen je bil spodkopati Horthyjev prestiž, oslabiti njegovo moč in ustvariti ugodne pogoje za Karlovo vrnitev. Kot odgovor sta Horthy in Bethlen v začetku avgusta začela tajne pogovore z legitimističnimi voditelji (raje sta se ukvarjala z njimi kot s prodemokratično frakcijo malih posestnikov Istvána Szabója de Nagyatáda). Načeloma je vlada začela pripravljati Karlovo vrnitev že avgusta: konec tega meseca je denimo madžarski minister v Parizu obvestil vodilne na francoskem zunanjem ministrstvu, da je njegova vrnitev zaradi javnega mnenja neizogibna.

## Pohod na Budimpešto
21. oktobra je Bethlen, potem ko je dosegel dogovor z legitimističnim voditeljem Andrássyjem, imel nepravočasen govor zmernim legitimističnim aristokratom v Pécsu, v katerem je izjavil, da "izvajanje kraljeve oblasti ni samo pravica, ampak nujnost", da je bila Karlova izjava iz novembra 1918, s katero se je odrekel sodelovanju pri vodenju državnih zadev, dana pod pritiskom in zato neveljavna ter, da da bo začel pogajanja z velikimi silami ob "primernem času", da bi jih prepričal, da sprejmejo obnovitev. Vendar pa je tudi obsodil poskuse obnovitve s silo.
Prejšnji dan, potem ko je narekoval svojo oporoko, je Karel napravil drzen polete z letališča Dübendorf z enokrilcem Ad Astra Aero Junkers F 13 ter neopazno pristal na zahodnem Madžarskem. Za 23. oktober je bila načrtovana izvedba gradiščanskega plebiscita med Avstrijo in Madžarsko v okviru Versajske pogodbe, sredi oktobra pa so se polkovnik Lehár, grof Gyula Ostenburg-Moravek in drugi legitimistični funkcionarji odločili izkoristiti napete okoliščine ter poslali Karlu sporočilo, da naj oblast poskusi prevzeti 23. oktobra. Pisali so mu, da so "notranjepolitične razmere takšne, da ob vstopu Njegovega veličanstva v Budimpešto ni pričakovati nasprotovanja. Nasprotno, obnovitev bodo povsod pozdravili z veseljem." Neozaveščen, da najuglednejši madžarski legitimisti niso imeli pojma o načrtu, je Karel novico sprejel kot dolgo pričakovani klic na pomoč madžarskega naroda, tako, da je izjavil "Madžari me potrebujejo". Pripravljen je bil prevzeti oblast s silo, pričakujoč, da Mala antanta ne bo zmožna sprožiti napada v dveh dneh ter, da se bodo sile sprijaznile in sprejele obnovitev.
Po pristanku na polju v lasti legitimističnega grofa Józsefa Czirákyja v Dénesfi, se je Karel hitro odpravil v Šopron. Ker ni imel namena iskati kompromisa s Horthyjem, čigar vlado je smatral za ilegitimno, je oblikoval začasno vlado:
- Predsednik vlade: István Rakovszky
- Notranji minister: Ödön Beniczky
- Zunanji minister: Grof Gyula Andrássy, zelo skeptičen in malodušen, a poslušen
- Minister za finance in industrijo: Gusztáv Gratz
- Minister za obrambo: Baron Antal Lehár
- Minister za izobrazbo: Grof Albert Apponyi.

21. oktobra popoldne, medtem ko je Bethlen govoril, so v Šopronu opremljali skupino oklepnih vlakov. To kraljevo armado so varovale čete Ostenburga, katerim so očitno povedali, da je v Budimpešti izbruhnil komunizem in da je Horthy poklical Karla na pomoč, da vzpostavi red. Na razburljivi množični slovesnosti je bataljon izrekel tradicionalno honvédsko prisego zvestobe "Karlu Habsburškemu, kralju Ogrske in kralju Češke". Ob odhodu proti Budimpešti (približno 190 km stran) pozno tistega jutra jutro se je armada premikala bolj kot obredna ekskurzija po podeželju kot pa neusmiljeno vojaško napredovanje; ustavila se je na vsaki vaški postaji, da so lokalni garniziji in javni uradniki prisegli zvestobo in omogočili skupinam lojalističnih kmetov, da so vzklikali "naj živi kralj!" in se poklanjali kraljevemu paru. Za 80 km med Šopronom in Gjurom je trajalo deset ur, zamuda, ki je Horthyju omogočila, da se je ponovno zbral.
Poročilo je prispelo do Horthyja pozno 21. oktobra; bil je šokiran, da sta ga Lehár in Ostenburg izdala. Bethlen je naslednjega jutra ob 9.30 predsedoval seji vlade in tam sporočil svojo odločitev, da bo po potrebi uporabljena sila. Horthy, ki se je skliceval na nevarnost, da bo Madžarska uničena, je vojaško razglasil, da bo obdržal oblast, in od svoje vojske zahteval zvestobo. Številni častniki, zlasti starejši, so raje izbrali strategijo "počakaj in poglej" in večina tistih, katerih enote so bile nameščene vzdolž poti kraljeve armade, se je zdelo nemogoče (ali neprimerno), da bi bili nelojalni Karlu. 
Častniki in vojaki garnizije v Gjuru so prisegli zvestobo v času, ko je Horthy izdal svojo razglasitev; Kasneje istega dne je kapituliral tudi Komárom. Najvišji vojaški častniki v Budimpešti niso bili pripravljeni prevzeti poveljstva nad vladnimi silami in nekateri so nalogo zavrnili. Poleg tega sta od dvanajstih poveljnikov bataljonov zunaj Budimpešte le dva poročala, da bi lahko dosegla mesto pripravljeno za boj do 23., budimpeški garnizon pa je bil osumljen nezanesljivosti. Sile antante so ponovno potrdile svoje nasprotovanje obnovitvi, medtem ko so češkoslovaški, jugoslovanski in romunski ministri izjavili, da bi takšno potezo obravnavali kot kapljo čez rob. Horthy je Karlu poslal pismo, v katerem ga je prosil, naj odneha, a slednji pisma sploh ni prebral. Gyula Gömbös je vendarle uspel zbrati razpršeni bataljon 400-500 slabo opremljenih prostovoljcev (številni študenti Univerze v Budimpešti), ki so bili uporabljeni za krepitev skromne vojaške podpore.
Zjutraj 23. oktobra se je zdelo, da je Madžarska na robu državljanske vojne. Karlova vojska je bila na obrobju Budimpešte, 30 km prazne proge od primestne železniške postaje Kelenföld. V Budimpešti je bilo razglašeno vojno stanje, medtem ko so poročali, da Češkoslovaška izvaja mobilizacijo. Britanski odposlanec Thomas Hohler je poslal telegram v London, v katerem je trdil, da je "vse izgubljeno", in je pričakoval Karlov vstop v Budimpešto tisto popoldne. Horthy je prejel novico, da, če bodo legitimisti napadli bo obramba padla.
Prvi znak preobrata dogodkov se je pojavil ob 9.00, ko je na postajo Kelenföld prišel legitimistični general Pál Hegedűs. Nekoliko kolebajočega, so ga prepričali, da se je s Horthyjem in Bethlenom osebno srečal. Slednji je obsodil Karlovo "noro podjetje", Hohler pa je Hegedűsu sporočil, da Britanija "ne bo nikoli priznala Karla in ne bo nikoli dovolila vrnitve Habsburžanov". Opozoril je, da bodo Budimpešto, če jo zavzamejo kraljeve čete, v enem tednu zasedli Čehi. Hegedűs, ki je zaupal Karlovim zagotovilom, da ga velike sile podpirajo, je zdaj zanikal, da bi bil povezan z njim, in ponudil posredovanje za premirje.
Po srečanju z generalom je Horthy odšel z Gömbösom na postajo, ki so jo varovale večinoma prostovoljne sile. V vznemirljivem govoru je vojake pozval, naj obdržijo svoje položaje, sicer bo Avstro-Ogrska oživljena in bo Madžarska zopet pristala v podrejenem položaju. Gömbös jih je spodbujal k boju in trdil, da je Karlova vojska sestavljena večinoma iz "avstrijskih in čeških pustolovcev".
Ta intervencija je opogumila vojsko, saj je vse dopoldne občasno streljala v smeri Karlovih sil. Poleg tega so nekaj pred poldnevom streljali na napredni kontingent Ostenburgove vojske, ko se je približeval postaji. V edinem pomembnem vojaškem spopadu poskusa obnove je bilo v bitki pri Budaörsu ubitih 14 vladnih vojakov in pet vojakov Ostenburga. Beseda o spopadu,ki se je končal z zmago vlade, je razburila funkcionarje nekdanjega kralja, saj so predvidevali, da bo pohod na Budimpešto brez krvi; državljanska vojna je bila zdaj povsem možna.
Do poldneva 23. oktobra se je plima očitno premikala v Horthyjevo smer in regent je začel ponovno pridobivati samozavest. Tistega popoldneva, ko se je Hegedűs vrnil na kraljevo vojaško poveljstvo vzhodno od Kelenfölda, je tudi razpoloženje v madžarskem častniškem zboru postalo bolj naklonjeno Horthyju. K njihovemu razočaranju je prispevalo še dejstvo, da so mnogi verjeli, da bi Horthy pozdravil Karlovo vrnitev in da je bil pohod večinoma ceremonialen; in da ni prišlo do boljševističnega izbruha. Karel, videč, da se je Horthy odločen upreti, je nerad privolil v pogajanja o premirju in poskrbel za premirje do naslednjega jutra.
Pogovori so se v Biatorbágyju začeli 24. oktobra ob 8. uri zjutraj, do takrat pa je imel Horthy odločilno vojaško prednost. Sestavljeni so bili ostri pogoji (Karl je bil pozvan, naj svojim četam ukaže, naj odložijo orožje in predajo ves vojni material); Karlova varnost bi bila zagotovljena, če bi pisno abdiciral. V zameno bi bili amnestirani vsi zagovorniki obnovitve, "razen agitatorjev in kolovodij". Ko je Karel prebral te pogoje, so odjeknili streli in zablodela krogla je zadela kraljevi vlak; hitro so ga strpali v vlak, ki se je začel premikati proti zahodu. Ogorčeni Lehár in Ostenburg sta pozvala k "zadnjemu boju" in "boju do zadnje kaplje krvi", toda Karel je v odstopu ukazal, naj se vlak ustavi in skozi okno zavpil: "Lehár! Ostenburg! Stop in se vrni sem! Prepovedujem nadaljnje spopade! Zdaj je vse popolnoma nesmiselno ..." Nato je narekoval ukaz o predaji.
Vlada se je tedaj odločno lotila ponovne vzpostavitve notranjega reda in ublažitve naraščajoče mednarodne krize. Aretirali so vidne legitimiste, kot so grof Sigray, grof Andrássy in Gusztáv Gratz. Kralja in kraljico, ki sta bila začasno zaščitena na posestvu grofa Mórica Esterházyja, so aretirali v Tati in dali pod vojaško skrbništvo v samostan v Tihanyju. Karel je ugodil vsem zahtevam, le da se ni odpovedal prestolu.
Kljub jasni zmagi vlade sta Češkoslovaška in Jugoslavija zavrnili demobilizacijo vojaških divizij, ki sta jih napotili na madžarske meje. 29. oktobra je Edvard Beneš, zunanji minister Češkoslovaške, v upanju, da bo izkoristil situacijo, predstavil ultimat, v katerem je zagrozil z invazijo, če Habsburžani ne bodo odstavljeni s prestola, Mala antanta ne bo sodelovala pri razorožitvi Madžarske in Madžarska ni pokazala pripravljenosti, da bi Pragi plačala odškodnino za njeno mobilizacijo vojakov. Horthyju se je to zdelo nezaslišano, čeprav ga je Hohler odvrnil od mobilizacije lastne vojske, da bi se uprla invaziji. 1. novembra, ko se je zdelo, da je invazija neizbežna, je Bethlen obvestil Hohlerja, da se Madžarska v celoti postavlja v roke velikih sil in da se bo ravnala po njihovih odločitvah. Zagotovil je, da bo sprejeta zakonodaja, ki bo izključila Habsburžane, Horthy pa je svoje častnike pozval, naj se vsi uporniki evakuirajo iz zahodne Madžarske, sicer bo to storil sam.
Bethlenov manever, Horthyjeva prošnja, odhod Karla in Cite 1. novembra ter ostra britanska in francoska opozorila Benešu so ublažili krizo. 3. novembra je Bethlen parlamentu predložil predlog zakona, ki bi razveljavil Pragmatično sankcijo iz leta 1713. Sprejeto 6. novembra je to v bistvu odpravilo habsburško dinastijo, čeprav je Madžarska ostala monarhija in bi lahko bil Habsburžan teoretično v prihodnosti izvoljen za kralja. Karla, ki so ga odpeljali po Donavi v Galațe v Romuniji, je bil pozneje prisiljen v izgnanstvo na Madeiro. Zlomljeno zaradi neuspeha se je njegovo zdravje iz meseca v mesec slabšalo, dokler ni 1. aprila 1922 umrl. Jasno je bilo, da njegov 10-letni sin in dedič Otto še leta ne bo imel aktivne politične vloge, madžarsko rojalistično gibanje pa si nikoli več ni povrnilo svojega nekdanjega vpliva. Na presenečenje mnogih pa se je Horthy kmalu zatem pojavil na spominski slovesnosti za Karla v Matijevi cerkvi v Budimpešti in tako izpolnil zadnjo dolžnost do svojega nekdanjega kralja.